# Kvinna
Kvinna (færøsk for kvinde) er Færøernes eneste kvindemagasin. Ansvarshavende chefredaktør er Lena L. Mohr, og Sansir udgiver magasinet. 
Kvinna udkom første gang den 11. november 2004, hvilket blev offentliggjort ved et arrangement på Færøernes Kunstmuseum. Den 13. november fulgte en stor kvindeaften på Hotel Føroyar med ca. 300 deltagere (udelukkende kvinder), hvoraf enkelte var kommet helt fra Danmark.
I forbindelse med den første udgave lancerede Kvinna også en musik-CD med sange af 12 berømte færøske kvindelige musikere, bl.a. Eivør Pálsdóttir, Guðrun Sólja Jacobsen og Lena Anderssen. Disse tre kvinder ("de 3 havfruer") var også de kunstnere, der medvirkede i koncerten, som Kvinna arrangerede i København den 4. juni 2005 for fuldt hus (800 mennesker) i forbindelse med H.C. Andersen-året.
Udover kvindemagasinet og arrangementer lancerede Kvinna den 11. november 2004 også sin egen hjemmeside med et meget velfungerende debatforum (kjak på færøsk), som allerede nu er Færøernes største. Op til 2.000 besøger hjemmesiden hver dag. Selvfølgelig er den ikke kun for kvinder, men de dominerer dog tydeligt. Her finder man råd og kan sige sin mening, udtrykke sig på modersmålet og ikke mindst debattere med andre færøske kvinder over hele verden.
I dag læser 41% af alle færinger over 15 år Kvinna. Magasinet udkommer 6 gange om året og har læsere på fire kontinenter. Alle, der tegner abonnement på Kvinna, får den særlige cd som gave. Denne cd kan ikke købes i butikkerne.